# Brada
Brada je rast dlak na obrazu. 
Rast brade se razlikuje pri posameznih rasah in kulturah. V zgodovini sta se nenehno menjavala pomen in moda brade oz. popolnega britja brade. Pri Asircih, Babiloncih in Izraelcih je bila polna brada obvezna, saj je bila znak dostojanstva svobodnih ljudi. Stari Egipčani niso nosili brade, t. i. kozja brada je bila posebna pravica faraonov in pozneje odličnikov. V zgodnji antiki so nosili kratko, okroglo brado, v času helenizma pa brade niso nosili in so se gladko brili. Rimljani so prvotno nosili polno brado, ok. 300 pr. n. š. pa so sledili grškemu zgledu, pač pa so polno brado takrat nosili Germani. V srednjem veku je prišla iz mode, v času reformacije so nosili kratko brado, ki jo je kmalu spodrinila kozja brada oz. koničasta brada po španskem zgledu. V 18. stoletju brade skorajda niso nosili, v 19. in 20. stoletju pa sta se nošenje in oblika brade nenehno spreminjala.